# Canudo-de-pito
O canudo-de-pito (Senna bicapsularis (L.) Roxb.) é uma árvore da família das fabáceas, sub-família Caesalpinioideae.
É uma árvore de crescimento rápido, que atinge um porte de 3 metros de altura, para 2 metros de diâmetro da copa arredondada. As folhas são pequenas e caducas. A floração decorre entre janeiro a junho e origina flores de cor amarela. A frutificação é do tipo vagem e decorre de junho a agosto.
Senna bicapsularis foi descrita por (L.) Roxb. e publicada em Flora indica; or, descriptions of Indian Plants 2: 342. 1832.

## Sinonímia botânica
- Adipera bicapsularis (L.) Britton & Wilson
- Adipera spiciflora Pittier
- Cassia berterii Colla
- Cassia bicapsularis L.
- Cassia bicapsularis L. var. aristata DC.
- Cassia bicapsularis L. var. quadrijuga DC.
- Cassia collae G. Don
- Cassia emarginata L.
- Cassia inflata Sprengel
- Cassia limensis Lam.
- Cassia sennoides Jacq.
- Cassia spiciflora (Pittier) Pittier
- Cathartocarpus bicapsularis (L.) Ham.
- Chamaefistula inflata G. Don
- Isandrina arborescens Raf.
- Isandrina emarginata (L.) Britton & Rose